# Waltraud Meier
Waltraud Meier (Würzburg, 9 januari 1956) is een Duitse mezzosopraan. Ze viel vooral op met rollen in opera’s van Richard Wagner, zoals Kundry, Isolde, Ortrud, Venus en Sieglinde, maar ze speelde ook rollen in het Franse en Italiaanse repertoire zoals in Eboli, Amneris, Carmen en Santuzza.
Waltraud Meier heeft opgetreden in alle grote operazalen van de wereld, waaronder La Scala, Covent Garden, Metropolitan Opera, de Weense Staatsopera, de Bayerische Staatsoper, de Lyric Opera of Chicago, en het  Colón Theater.  Ze werkte met dirigenten als Riccardo Muti, Daniel Barenboim, Claudio Abbado, James Levine, Lorin Maazel, Zubin Mehta en Giuseppe Sinopoli.  

## Levensloop
In haar jonge jaren zong Waltraud Meier in diverse koren. Na haar schooljaren studeerde ze Engels en Romaanse talen, terwijl ze ook zangles nam bij Professor Dietger Jacob.  In 1976 besloot ze zich te concentreren op haar zangcarrière en debuteerde daarna bij de Würzburg Opera als Lola in Cavalleria Rusticana. De daaropvolgende jaren trad ze regelmatig op in de opera van Mannheim (1976-1978).

### De jaren tachtig
Internationaal debuteerde ze in 1980 in het Teatro Colón in Buenos Aires, in de rol van Fricka in Die Walküre.  Verder trad ze regelmatig op de opera van Dortmund (1980-1983), Hannover (1983-1984) en Stuttgart (1985-1988). 
Na tijdens de Bayreuther Festspiele van 1983 succes te hebben gehad met de rol van Kundry in Wagners Parsifal kreeg haar internationale carrière vaart en trad ze op in Covent Garden (1985) bij de Metropolitan Opera (1987) (als Fricka, met Levine, die zijn eerste Rheingold dirigeerde bij de Met).
In deze periode trad ze ook op in La Scala, de Opéra National in Parijs, de Weense Staatsopera en de Bayerische Staatsoper in München en bleef ze regelmatig optreden als Kundry (tussen 1983 en 1993) in Bayreuth.

### De jaren negentig
Naast haar rol als Kundry zong ze bij de Met de rol van Santuzza in Cavalleria Rusticana, maar ze bleef voornamelijk Wagnerrollen zingen. Tussen 1993 en 1999 deed ze in Bayreuth Isolde in Tristan en Isolde, geregisseerd door Heiner Müller en gedirigeerd door Barenboim. In 1998 voegde ze de rol van Leonore in Fidelio aan haar repertoire toe, ditmaal bij de Lyric Opera of Chicago - wederom met Barenboim als dirigent - en de rol van Ortrud in de nieuwe Lohengrin, een productie van de Bayerische Staatsoper.

### Vanaf 2000
In 2000 zong ze opnieuw in Bayreuth, ditmaal in de rol van Sieglinde in Die Walküre in de "Millennium Ring", geregisseerd door Jürgen Flimm en gedirigeerd door Sinopoli samen met Plácido Domingo. Verder zong ze Isolde op de Salzburger Festspiele, met Maazel als dirigent. 
In 2003 kreeg ze een Grammy Award voor beste opera-opname voor haar bijdrage als Venus in Tannhäuser, onder leiding van Barenboim. Gedurende 2003 en 2004 besteedde ze haar tijd uitsluitend aan recitals en concerten. Ze zong in Bachs Matthäuspassion en maakte een tournee door Europa, Rusland en de Verenigde Staten met werken van Brahms, Schubert en Hugo Wolf. 
In het seizoen 2004-2005 keerde ze terug naar de opera, met een uitvoering van Carmen in een nieuwe productie van de Semper Oper in Dresden, gedirigeerd door Katarina Lauterbach. In 2005 zong ze opnieuw Isolde, in een nieuwe productie van de Opéra Bastille in Parijs, geregisseerd door Peter Sellars en gedirigeerd door Esa-Pekka Salonen. Bij de Weense Staatsopera keerde ze terug naar Kundry in Parsifal, een rol die ze vervolgens ook weer zong bij de Metropolitan Opera in New York.
In 2007 verscheen ze als Isolde in voorstellingen in Japan, Berlijn, München en Milaan, als Leonore in München en als Ortrud in Milaan en Parijs.

## Prijzen en erkenningen
- Bayerische en Österreichische Kammersängerin.
- In 2003 een Grammy Award voor de beste operaopname voor haar bijdrage als Venus in Tannhäuser onder leiding van Daniel Barenboim .
- In mei 2005 de Franse cultuurprijs 'Commandeur de l'Ordre des Arts et des Lettres'